# Медаль «За доблестный труд в Великой Отечественной войне 1941—1945 гг.»
Медаль «За доблестный труд в Великой Отечественной войне 1941—1945 гг.» учреждена Указом Президиума Верховного Совета СССР от 6 июня 1945 года. Авторы рисунка медали — художники И. К. Андрианов и Е. М. Романов.

## Положение о медали
Медалью «За доблестный труд в Великой Отечественной войне 1941—1945 гг.» награждаются:
- рабочие, инженерно-технический персонал и служащие промышленности и транспорта;
- колхозники и специалисты сельского хозяйства;
- работники науки, техники, искусства и литературы;
- работники советских, партийных, профсоюзных и других общественных организаций — обеспечивших своим доблестным и самоотверженным трудом победу Советского Союза над Германией в Великой Отечественной войне.

В соответствии с Положением о порядке вручения медали, утверждённым Секретариатом Президиума Верховного Совета СССР 21 августа 1945 года, этой медалью награждались лица, проработавшие на предприятии, в учреждении, на транспорте, в совхозе, МТС не менее одного года в период с июня 1941 года по май 1945 года.
Инвалидам Отечественной войны, вернувшимся на производство, молодым рабочим, окончившим ремесленные училища и школы ФЗО, лицам, освобождённым от работы по инвалидности, женщинам, освобождённым от работы по семейному положению, медаль «За доблестный труд в Великой Отечественной войне 1941—1945 гг.» вручалась при условии, если вышеперечисленные лица проработали в указанный период не менее 6 месяцев.
Старым производственникам, возвратившимся на работу в период Великой Отечественной войны, медаль вручалась и в том случае, если они проработали даже меньше шести месяцев.
Вручение медали колхозникам производилось при условии перевыполнения ими установленного в колхозе минимума трудодней и соблюдении трудовой дисциплины в колхозе.
В соответствии с указом Президента СССР от 21 июня 1991 года медалью также награждались граждане СССР, мобилизованные в рабочие колонны. Вручение медали производилось от имени Президента СССР исполнительными комитетами городских и районных Советов народных депутатов по месту жительства награждаемого на основе документов, подтверждающих его добросовестный труд в рабочих колоннах.
Правительства республик, исполнительные комитеты местных Советов народных депутатов должны были обеспечить предоставление награжденному в соответствии с настоящим Указом установленных законодательством льгот, предусмотренных для граждан, удостоенных государственных наград за самоотверженный труд и безупречную воинскую службу в тылу в годы Великой Отечественной войны.
Медаль «За доблестный труд в Великой Отечественной войне 1941—1945 гг.» носится на левой стороне груди и при наличии других медалей СССР располагается после медали «За освобождение Праги».
По состоянию на 1 января 1987 года медалью «За доблестный труд в Великой Отечественной войне 1941—1945 гг.» награждено приблизительно 16 096 750 человек.

## Описание медали
Медаль «За доблестный труд в Великой Отечественной войне 1941—1945 гг.» изготовляется из меди и имеет форму правильного круга диаметром 32 мм.
На лицевой стороне медали профильное погрудное изображение И. В. Сталина в маршальской форме. В верхней части медали по окружности надпись: «НАШЕ ДЕЛО ПРАВОЕ», в нижней части по окружности надпись «МЫ ПОБЕДИЛИ».
На оборотной стороне медали надписи: по окружности — «ЗА ДОБЛЕСТНЫЙ ТРУД», а в центре — «В Великой Отечественной войне 1941—1945 ГГ.», в верхней части — серп и молот, в нижней части — пятиконечная звёздочка.
Все надписи и изображения на медали выпуклые.
Медаль при помощи ушка и кольца соединяется с пятиугольной колодкой, обтянутой красной шёлковой муаровой лентой шириной 24 мм. Посередине ленты зелёная полоска шириной 7 мм. Края ленты окаймлены узенькими жёлтыми полосками.

## Иллюстрации
- Обратная сторона медали
- Удостоверение к медали («советский» вариант)
- Удостоверение к медали («поздний советский» вариант по новому Указу)
- Удостоверение к медали («украинский» вариант)
- Удостоверение к медали («российский» вариант[3])
- Почтовая марка СССР, 1946 год
- Изображение медали на памятнике труженикам тыла в Дубне